# Abbaye de Valyermo
L'abbaye Saint-André de Valyermo est un monastère bénédictin situé à Valyermo, en Californie (États-Unis).  Le prieuré fondé en 1929, à Si-shan dans le diocèse de Shunqing au Sichuan (Chine), par l'abbaye Saint-André de Zevenkerken (Belgique), d'abord transférè à Chengtu (1947) a émigré à Valyermo en 1956. La communauté compte 25 moines et novices.
Le prieuré, devenu abbaye en 1992, est affilié à la congrégation de l'Annonciation au sein de la confédération bénédictine. 